# Троїцьке (Воскресенський район)
Троїцьке (рос. Троицкое) — село в Воскресенському районі Нижньогородської області Російської Федерації.
Населення становить 45 осіб. Входить до складу муніципального утворення Староустинська сільрада.

## Історія
Від 2009 року входить до складу муніципального утворення Староустинська сільрада.

## Населення
| 1999 | 2002 | 2010 |
| ---- | ---- | ---- |
| 84   | ↘82  | ↘45  |